# El Centenillo (Cáceres)
El Centenillo es un núcleo de población del municipio de Talayuela, en la provincia de Cáceres, comunidad autónoma de Extremadura (España). Se encuentra en la ribera del río Tiétar. Sus habitantes se dedican exclusivamente a las faenas agrícolas. Es zona de regadío.

## Demografía
En el año 1981 contaba con 43 habitantes, pasando a 5 en 2016 concentrados en un solo núcleo de población.